# Jones Peak
Il Jones Peak è un picco roccioso antartico, per lo più privo di ghiaccio, alto circa 3.670 m, situato 8 km a nord-nordovest del Monte Fisher, alla testata del Ghiacciaio DeGanahl, nelle Prince Olav Mountains, catena montuosa che fa parte dei Monti della Regina Maud, in Antartide. 
La denominazione è stata assegnata dall'Advisory Committee on Antarctic Names (US-ACAN), in onore di John M. Jones, ufficiale addetto ai programmi e membro del Committee on Polar Research (Comitato per la ricerca polare), dell'United States National Academy of Sciences, nel periodo 1957-1963.